# يجب أن يستمر العرض
يجب أن يستمر العرض (بالإنجليزية: The show must go on)‏ عبارة في صناعة الترفيه تعني، أن بغض النظر عما حدث، أي عرض تم التخطيط له يجب تقديمه للزبائن المنتظرين.
تستخدم هذه العباراة في عروض المصارعة بشكل كبير وتم استخدامها عند مواصلة مهرجان أوفر ذا إيدج لعام 1999 رغم توفي أحد المصارعين في الحلبة.